# Jan Ignacy Modrzewski
Modrzewski Jan Ignacy (ur. 6 kwietnia 1869 w Siedlcach, zm. 29 marca 1962 w Lublinie) – polski lekarz chirurg, senator RP IV kadencji w latach 1935–1938 z województwa lubelskiego.

## Życiorys
Szkołę średnią ukończył w Siedlcach, a w 1893 r. uzyskał dyplom lekarza na Cesarskim Uniwersytecie Warszawskim. Kontynuował naukę w Paryżu i Berlinie. Pracę zawodową rozpoczął w 1895 r. jako ordynator oddziału chirurgicznego Szpitala Żydowskiego, a od 1905 r. Szpitala św. Wincentego a Paulo w Lublinie. Brał udział jako lekarz chirurg w wojnie rosyjsko-japońskiej, I wojnie światowej i wojnie polsko-bolszewickiej. W czasie I wojny światowej został ranny pod Horodenką. Był ordynatorem szpitala wojskowego w Karsie. 
Niemal przez cały okres dwudziestolecia międzywojennego, a także po wojnie do 1946 r. pracował w szpitalu szarytek w Lublinie, od 1930 r. na stanowisku dyrektora. W czasie II wojny światowej pracował w przychodni chirurgicznej, w 1940 r. został (na krótko) aresztowany przez Niemców. Zorganizował doraźną pomoc lekarską po masakrze więźniów politycznych  w więzieniu na zamku przez ustępujące z Lublina wojska niemieckie 22 lipca 1944 r. Pracował zawodowo do 1958 r. w przychodni chirurgicznej (do 88 roku życia).
Zasłużył się w dziedzinie chirurgii wprowadzając nowe metody operacyjne i najnowsze osiągnięcia techniki w zakresie narzędzi chirurgicznych. W bardzo krótkim czasie w 1908 r. opanował w Wiedniu radiologię i jako pierwszy sprowadził do Lublina aparat Roentgena, zaś w 1921 r. opracował własnej konstrukcji refleks-radiometr, służący do określenia promieni X, wytworzonych przez lampę Roentgena.

## Działalność społeczna
Brał czynny udział w życiu społecznym i politycznym.
W okresie I wojny światowej był organizatorem i prezesem Związku Wojskowych Polaków w Okręgu Zakaukaskim. Po wojnie dwukrotnie radnym miasta Lublina, w 1930 r. został posłem na sejm z listy BBWR, z ramienia tegoż klubu został w 1931 r. członkiem Trybunału Stanu, w 1935 r. został senatorem IV kadencji. W działalności społecznej zajmował się sprawami szpitalnictwa, higieny, samorządu i kultury. 
Był aktywnym działaczem, a przez cztery lata prezesem Izby Lekarskiej w Lublinie, a także zarządzie Naczelnej Izby Lekarskiej w Warszawie. Należał do komitetu redakcyjnego „Medycyny Społecznej i Klinicznej”. 
Brał czynny udział w zorganizowaniu Muzeum Lubelskiego, do którego przekazał eksponaty sztuki wschodniej, przywiezione z wojny rosyjsko-japońskiej, a po wojnie był członkiem Wojewódzkiego Komitetu Ocalenia Niszczejącego Majdanka. Należał do wolnomularskiej loży lubelskiej, a po jej rozwiązaniu był członkiem warszawskiej loży „Kopernik”.

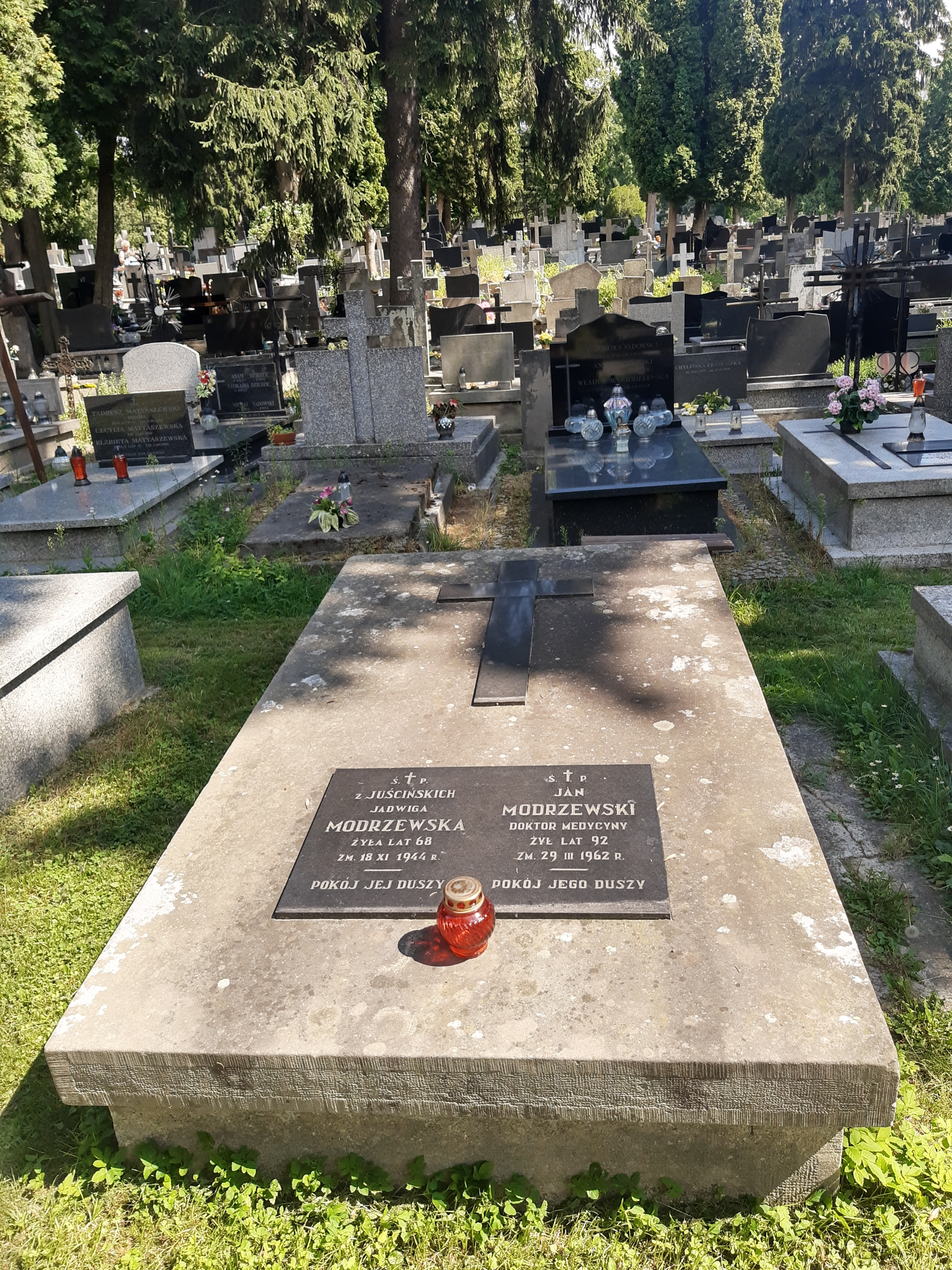
Grób Jana Modrzewskiego na cmentarzu przy ulicy Lipowej

## Ordery i odznaczenia
- Krzyż Kawalerski Orderu Odrodzenia Polski (9 listopada 1932)[1]